# Düpenwiesen

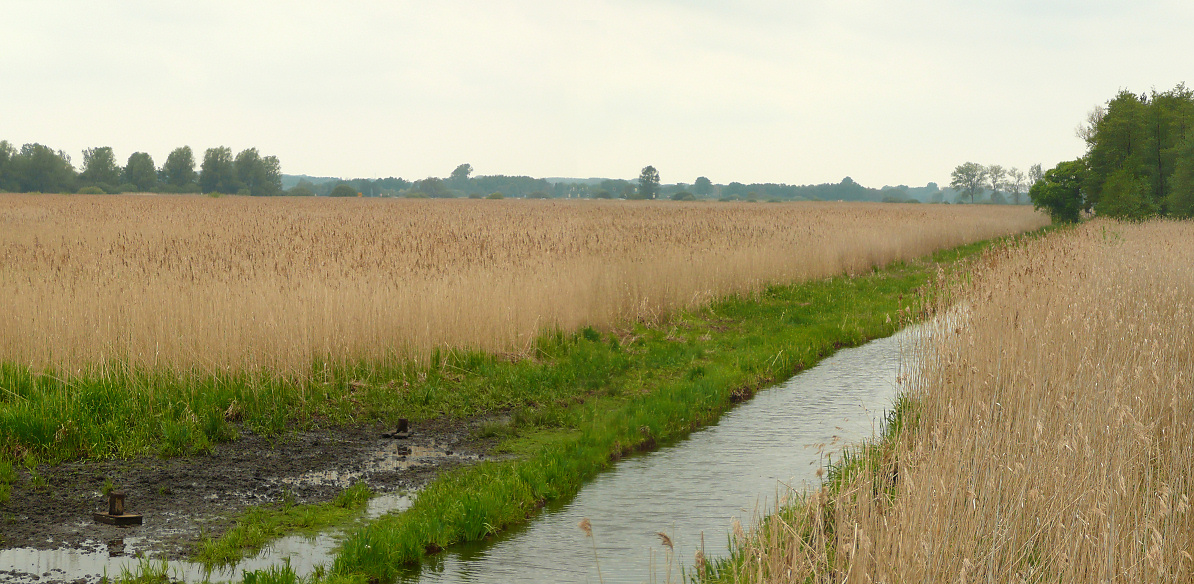
Düpenwiesen im nördlichen Bereich mit großflächigem Schilfbestand

Die Düpenwiesen sind eine etwa 190 Hektar (ha) große Niedermoorlandschaft, die westlich von Wolfsburg und südlich des Feuchtgebietes Barnbruch liegt. Die Düpenwiesen sind Bestandteil des europäischen Netzes Natura 2000 und größtenteils als Naturschutzgebiet ausgewiesen.

## Lage
Die Düpenwiesen werden begrenzt vom östlichen Barnbruchswald im Norden, dem Naturschutzgebiet Barnbruchswiesen und Ilkerbruch im Westen, dem Mittellandkanal im Süden, der Bundesautobahn 39 im Osten und dem Weyhäuser Weg und den angrenzenden Barnbruchswiesen im Westen. Die Kreisstraße 114 („Nordtangente“), die von Wolfsburg nach Gifhorn führt, durchschneidet das Naturschutzgebiet und teilt es in einen nördlich (120 ha) und einen südlich gelegenen Teil (70 ha).

## Fauna und Flora

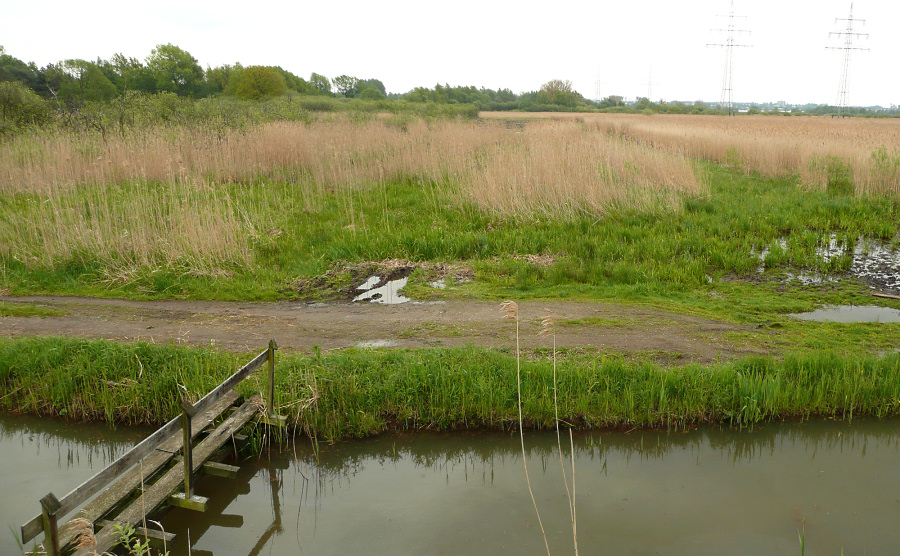
Landschaft der Düpenwiesen mit Weidengebüsch und Schilf

Das Gebiet ist sehr abwechslungsreich aufgebaut. Es finden sich vor allem ausgedehnten Schilfflächen und Großseggenriede, die mit etwa 100 ha zu den größten Niedersachsens zählen. Grünflächen werden als Mähweide und Viehweide genutzt. Dazwischen finden sich einzeln stehende Bäume und Weidenbüsche.
Kernstück des Gebietes ist der Düpenteich in den südlichen Düpenwiesen. Es handelt sich um einen Baggersee, der 1978 zur Kiesentnahme für den Bau der angrenzenden Bundesautobahn 39 angelegt wurde. Er ist bis zu sechs Meter tief und besitzt eine relativ schmale Flachwasserzone. An seinen Ufern brüten zahlreiche Entenarten, Rallen und Taucher. Im Norden und Osten ist er umgeben von weiten Schilfflächen und Großseggenrieden.
Die Schilfflächen bieten zahlreichen röhrichtbewohnenden Vogelarten wie Rohrdommel, Tüpfelralle, Schilfrohrsänger, Rohrschwirl oder Bartmeise idealen Brutraum. Auch das Kleine Sumpfhuhn wurde mehrfach als Brutvogel nachgewiesen. Beobachtungsdaten zufolge wurden in den Düpenweisen rund 100 Brutvogelarten festgestellt, von denen sich rund ein Drittel auf der Roten Liste gefährdeter Arten finden.
Am Mittellandkanal sowie entlang einiger Wirtschaftswege und Entwässerungsgräben finden sich Pappelgehölze, Erlenbrüche und von Weidenbeständen durchsetzte Feuchtwiesen. Typische Brutvögel sind hier Beutelmeise und Nachtigall. Im Westen grenzen einige Niedermoorwiesen mit großen Vorkommen von Schmalblättrigem Wollgras und Geflecktem Knabenkraut an. Hier nisten zahlreiche Wiesenvögel, die Uferschnepfe war bis in die 1990er Jahre Brutvogel. An wechselnden Standorten haben sich hier immer wieder Lachmöwenkolonien und Schwarzhalstaucher angesiedelt. Teilweise brütet an den sandigen Uferzonen und auf Brachflächen der Flussregenpfeifer.

## Naturschutzgeschichte
Das heutige Erscheinungsbild aus Feuchtflächen mit Schilfbewuchs besteht erst einige Jahrzehnte. Zuvor wurden die Flächen landwirtschaftlich als Grünland extensiv bewirtschaftet, sie waren aber schon immer eine Grenzertragsfläche. Ab Ende der 1920er Jahre wurde westlich und südlich des Düpenteichs ein Gelände mit Stapelteichen (Absetzbecken) für die Zuckerfabrik Fallersleben angelegt. Dabei wurde das Abwasser der Rübenwaschanlage in die Teiche und die umliegenden Entwässerungsgräben eingeleitet. Im Laufe der Zeit wuchs das Gelände auf etwa 50 ha an. Die Schlickflächen der vor allem im Sommer abgelassenen Teiche waren als Sekundärlebensraum ein bedeutender Rastplatz für Limikolen. In heißen Sommern gab es hier allerdings mehrere Botulismusepidemien mit zahlreichen Vogelopfern.
Der nördliche Teil der Düpenwiesen wurde 1978 unter Naturschutz gestellt und war das erste Naturschutzgebiet in Wolfsburg. Den südlichen Teil der Düpenwiesen beanspruchte die Zuckerfabrik weiterhin für ihre Absetzbecken. Erst 1985 erfolgte ihre Unterschutzstellung als Südliche Düpenwiesen. Dazu trug das Engagement des Zoologen Bernhard Grzimek bei. Die Zuckerfabrik wurde 1995 stillgelegt und die Stapelteiche wurden renaturiert. Im Februar 2021 wurden beide Naturschutzgebiete zu einem circa 172 Hektar großen Naturschutzgebiet zusammengelegt.

## Gefährdung der Vogelwelt

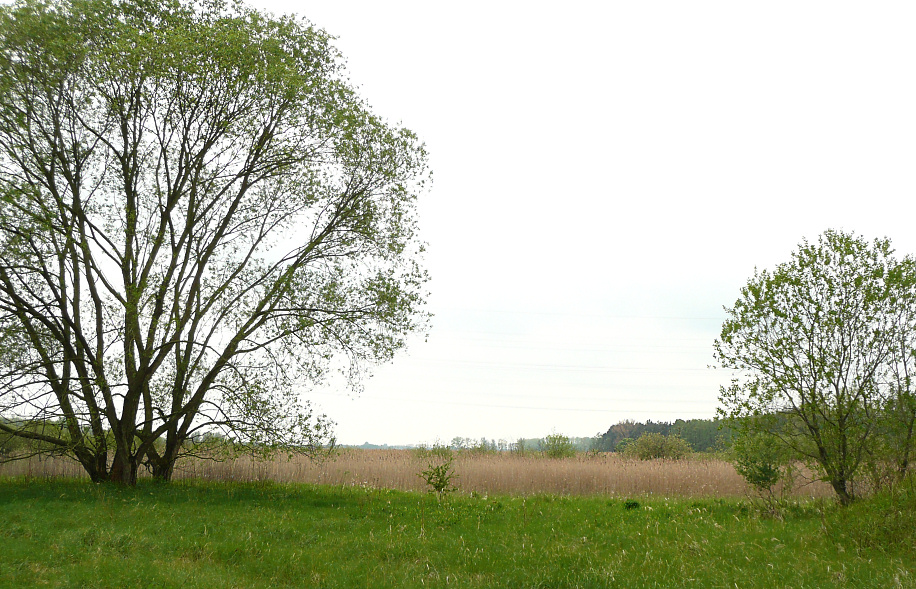
Randbereich der Düpenwiesen

Eine bedeutende Gefährdung der Vogelwelt in den Düpenwiesen liegt in der das Gebiet durchschneidenden Kreisstraße 114 („Nordtangente“). Die gradlinige Schnellstraße wurde 1974 als Ersatz für die B 188 gebaut. Sie ist besonders zu Zeiten des Berufsverkehrs viel befahren, da sie von den Pendlern des nahegelegenen Volkswagenwerkes Wolfsburg genutzt wird.
Besonders im Bereich der Schilfflächen kommen bei Kollisionen mit Fahrzeugen regelmäßig Vögel ums Leben. Die Opferzahlen wurden auf einer Strecke von anderthalb Kilometern in den Jahren 1979 bis 1989 regelmäßig kontrolliert. In den elf Jahren wurden an rund 330 Kontrolltagen 3046 tote Vögel gefunden. Diese Zahl setzte sich aus 92 Arten zusammen unter denen sich zahlreiche im Bestand bedrohte Arten befanden. Die häufigsten Opfer waren röhrichtbewohnende Arten, beispielsweise 661 Teichrohrsänger. Heute ist die Höchstgeschwindigkeit auf der Straße auf 50 km/h begrenzt.